# 김신부
김신부(金信夫, 1963년 7월 6일 ~ )은 전 KBO 리그 청보 핀토스와 태평양 돌핀스에서 활약했던 선수이다. 재일 한국인으로, 일본명은 가네시로 노부오(金城信夫)이다.
1982년에 난카이 호크스에 입단하였으나, 별 활약을 보이지 못하고 방출된 뒤 청보 핀토스로 이적했으며 청보는 본인 뿐 아니라 난카이 시절 2년 연속 퍼시픽리그 최다 세이브(1979년 16세이브 1980년 13세이브)를 기록한 또다른 재일 한국인 투수 김기태를 영입했고 이로 인해 한때 난카이와 자매결연이 추진되기도 했다. 이후 청보 핀토스가 해체되고 재창단된 태평양 돌핀스로 자동 이적했다. 1990년에는 이길환을 상대로 LG로 트레이드되었지만 성적 부진으로 결국 방출되었다.
1. ↑  “교포投手(투수) 金(김)기태,핀토스 입단”. 조선일보. 1986년 2월 6일. 2022년 3월 14일에 확인함.
2. ↑  송하칠 (1985년 11월 6일). “프로야구 코너”. 매일경제. 2022년 3월 14일에 확인함.